# هرگ
هرگ (به مجاری:  Héreg) یک شهرداری در مجارستان است که در ناحیه تاتابانیا واقع شده‌است. هرگ ۲۷٫۱۳ کیلومتر مربع مساحت و ۱٬۰۳۱ نفر جمعیت دارد.